# Електроенцефалографія
Електроенцефалографія (ЕЕГ) — метод графічної реєстрації біопотенціалів головного мозку, що дозволяє проаналізувати його фізіологічні зрілість і стан, наявність осередкових уражень, загальномозкових розладів і їхній характер. Полягає в реєстрації й аналізі сумарної біоелектричної активності головного мозку — електроенцефалограми (ЕЕГ). ЕЕГ може зніматися зі скальпа, з поверхні головного мозку, а також з глибоких структур мозку. Типово під електроенцефалограмою розуміють поверхневий запис, тобто здійснений зі шкіри. Запис, здійснений за допомогою електродів з поверхні головного мозку, називають електрокортикограмою.
ЕЕГ найчастіше використовується для діагностики епілепсії, яка спричиняє аномалії ЕЕГ. Також використовується для діагностики порушень сну, глибини анестезії, коми, енцефалопатії та смерті мозку. ЕЕГ використовувався як першочерговий метод діагностики пухлин, інсульту та інших фокальних порушень головного мозку, але, коли стало можливо отримувати анатомічні зображення з високою роздільною здатністю, методами магнітно-резонансної томографії (МРТ) та комп'ютерної томографії (КТ), використання ЕЕГ скоротилося. Попри обмежену роздільну здатність, ЕЕГ продовжує бути цінним інструментом для дослідження та діагностики. Він є одним з небагатьох доступних мобільних методів та має часову роздільну здатність в діапазоні мілісекунди, що неможливо з КТ, ПЕТ або МРТ.

## Історія

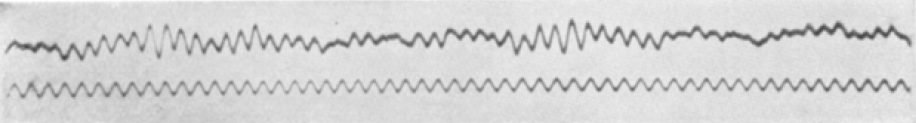
Перший запис людської ЕЕГ, отриманий Гансом Бергером 1924 року

Генерація в корі головного мозку електричних коливань була помічена Річардом Катоном (1875) і Василем Данилевським (1876).
Спосіб реєстрації коливань електричних потенціалів з поверхні голови був розроблений вперше в 1913 році українським фізіологом Володимиром Правдичем-Немінським у дослідах на тваринах (під назвою «електроцеребрографія») і німецьким психіатром Гансом Бергером (1929) у людей.
Історія електроенцефалографії пов'язана із вдосконаленням методів реєстрації ЕЕГ та розвитком методів її аналізу. Розвиток мікроелектронної техніки призвів до того, що сучасні електроенцефалографи є апаратно-програмними комплексами, які дозволяють якісно зареєструвати ЕЕГ сигнал та опрацювати його потужними математичними методами. Математико-статистичні методи аналізу дають змогу дати точну чисельну оцінку параметрам ЕЕГ, встановити закономірності узгодженості сигналу ЕЕГ у просторі і часі. Новітні математичні методи дозволяють робити висновки щодо локалізації у глибині мозку різних компонентів його активності, що має неабияке значення в першу чергу при клінічній діагностиці вогнища захворювання.

## Реєстрація ЕЕГ

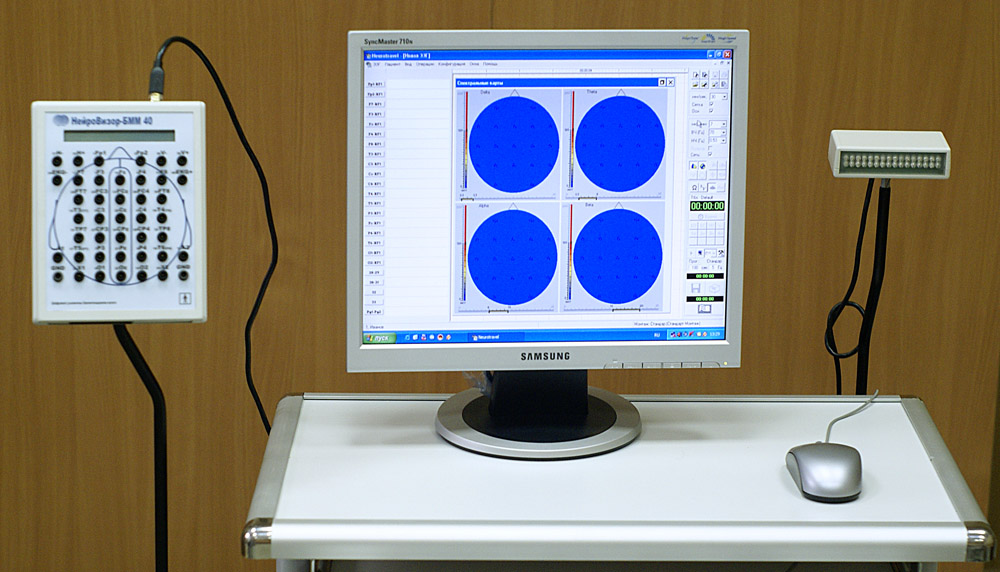
Електроенцефалограф «Neurovisor-BMM 40»

Реєстрація і аналіз ЕЕГ у сучасній науці і клініці здійснюється за допомогою комп'ютерних електроенцефалографічних комплексів, які складаються із кількох функціональних блоків:
- блок реєстрації сигналу,
- блок фільтрів та підсилювачів,
- аналогово-цифровий перетворювач (АЦП),
- комп'ютерна програма для зберігання, візуалізації та математичного аналізу сигналу.

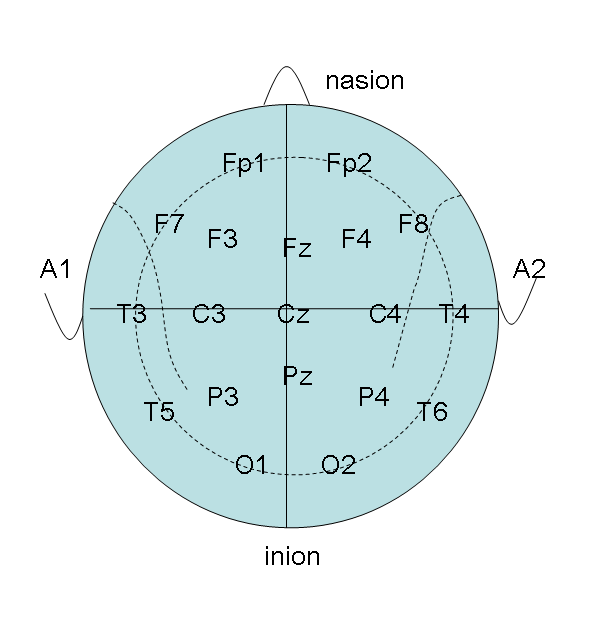
Розташування на поверхні голови електродів за схемою 10-20

В електроенцефалографії використовують металеві електроди з хлорсрібним покриттям. Для забезпечення електричного контакту електроду зі шкірою використовують або електропровідний гель (чашечкові), або марлю, просочену фізіологічним розчином.
Схема розташування електродів на поверхні голови називається монтаж. У клінічній та науковій електроенцефалографії стандартом є схема «10-20 %», яку було введено у 1950-х роках канадським нейрофізіологом Генрі Джаспером. Для визначення місць накладання електродів через маківку (Vertex) проводяться два умовні меридіани — перший від перенісся (Nasion) до потиличного бугра (Inion), другий між зовнішніми слуховими проходами (див. схеми нижче). Через ці точки прокладають умовний меридіан, який діляться на відрізки по 10 і 20 % загальної довжини. Поперечні меридіани відкладаються по осі, яка проходить між зовнішніми слуховими проходами через маківку. Електроди розміщуються у місцях перетину умовних ліній. Електроди, які розміщуються на лівій стороні голови, мають непарні індекси; на правій стороні — парні; електроди, розміщені на вертексній лінії, мають індекс z. Чим менше індекс електрода, тим ближче він розташований до основних меридіанів. Позначення електродів: F (Frontalis) — лобні; T (Temporalis) — скроневі; C (Centralis) — центральні; P (Parientalis) — тім'яні; O (Occipitalis) — потиличні; А (Auricularis) — вушні. Кількість накладених електродів залежить від конкретної мети дослідження. В разі необхідності схему 10-20 % можна розширити шляхом проведення додаткових меридіанів між основними. Стандартизація схеми накладання електродів дозволяє дослідникам та лікарям зіставляти результати, отримані в різний час у різних лабораторіях. Для реєстрації ЕЕГ необхідна наявність двох електродів, між якими і буде вимірюватися різниця електричних процесів. Пара електродів, між якими реєструється різниця потенціалів, називається відведенням.
Існують дві категорії відведень: монополярні і біполярні. При монополярному відведенні один з кожної пари електродів розміщується над певною ділянкою мозку, а другий — на певному віддаленні від мозку. Перший з цих електродів називається активним або робочим, а другий — пасивним або референтним. Найбільш часто використовують об'єднаний вушний референт. При біполярному відведенні обидва електроди розташовані над мозком, а тому в такому відведенні буде реєструватися різниця потенціалів цих двох областей. В сучасній електроенцефалографії більш поширеним є монополярний запис ЕЕГ, оскільки він дозволяє легко перейти до біполярного запису, математично перерахувавши реєстровані сигнали.
Електричний сигнал, який відводиться зі скальпа обстежуваного, має досить низьку амплітуду (10−4 — 10−6 В), а тому для реєстрації повинен бути підсиленим. Для цього використовуються підсилювачі змінного струму. Сучасні ЕЕГ-комплекси реалізовані на базі персональних комп'ютерів і дозволяють одночасно здійснювати запис сигналу та відображати його на моніторі у режимі on-line. Для того, щоб електроенцефалографічний сигнал міг оброблятися комп'ютером, його необхідно перевести з аналогової форми до цифрової. Для цього проводиться періодичне вимірювання його амплітуди і передача результату до комп'ютера («цифрування» сигналу). Зареєстрований ЕЕГ сигнал може зберігатися у комп'ютері і підлягати обробці за допомогою численних математичних методів.

## Структура ЕЕГ людини
ЕЕГ складається з коливань різної частоти і амплітуди. За виразністю коливань тієї чи іншої частоти у різних фізіологічних станах на початку історії методу ЕЕГ було виділено кілька основних фізіологічних частотних діапазонів:
| діапазон | частота       | фізіологічні властивості |
| -------- | ------------- | --- |
| дельта   | до 4 Гц       | коливання амплітудою 20-30 мкВ можуть зустрічатися у ЕЕГ здорової притомної людини; наявність коливань більш високої амплітуди (40-300 мкВ) в ЕЕГ притомної людини є патологічною ознакою (мозкові пухлини); дельта-коливання стають вираженими під час певних фаз природного сну, наркотичного сну або у стані коми            |
| тета     | 4-7 Гц        | коливання амплітудою до 40 мкВ можуть зустрічатися у ЕЕГ здорової притомної людини, зростання їх частки є ознакою емоційної активації та інших типів мозкової активності; наявність тета-коливань у більших кількостях пов'язана із патологічними станами або ж зміненими станами свідомості (сон, медитація та ін.)            |
| альфа    | 8-13 Гц       | синусоїдальні коливання амплітудою до 100 мкВ, амплітуда яких зростає у лобно-потиличному напрямку, є найбільш вираженим в ЕЕГ здорової притомної людини із закритими очима, у формі вираженого ритму реєструється у 80-90 % людей, пригнічується при відкриванні очей, переході до активної діяльності, аналізу інформації     |
| бета     | 13-40 Гц      | коливання амплітудою 5-30 мкВ, наявність яких в ЕЕГ пов'язана з активним функціональним станом мозку, зростання рівня активації головного мозку здебільшого супроводжується зменшенням частки альфа-коливань і зростанням частки бета-коливань; наявність вираженого бета-ритму з амплітудою вище 40 мкВ є патологічною ознакою |
| гамма    | вище 30-40 Гц | коливання амплітудою до 10 мкВ, вважається ознакою когнітивних процесів і свідомості; наявність коливань цього діапазону амплітудою вище 15 мкВ є патологічною ознакою |

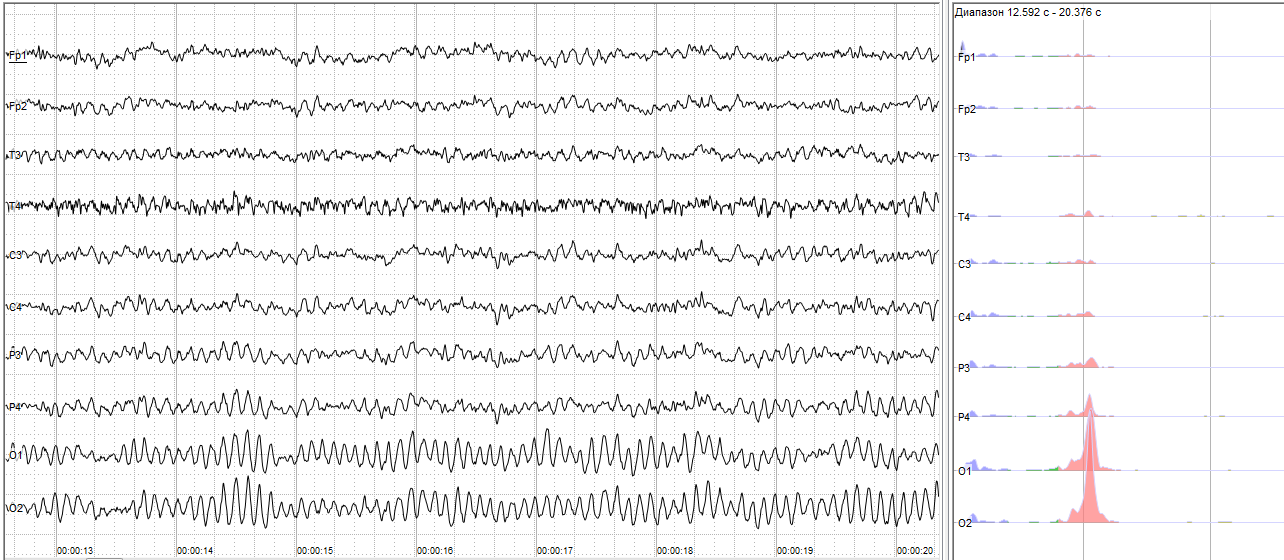
Приклад ЕЕГ здорової людини з вираженим ритмом спокою — альфа-ритмом.
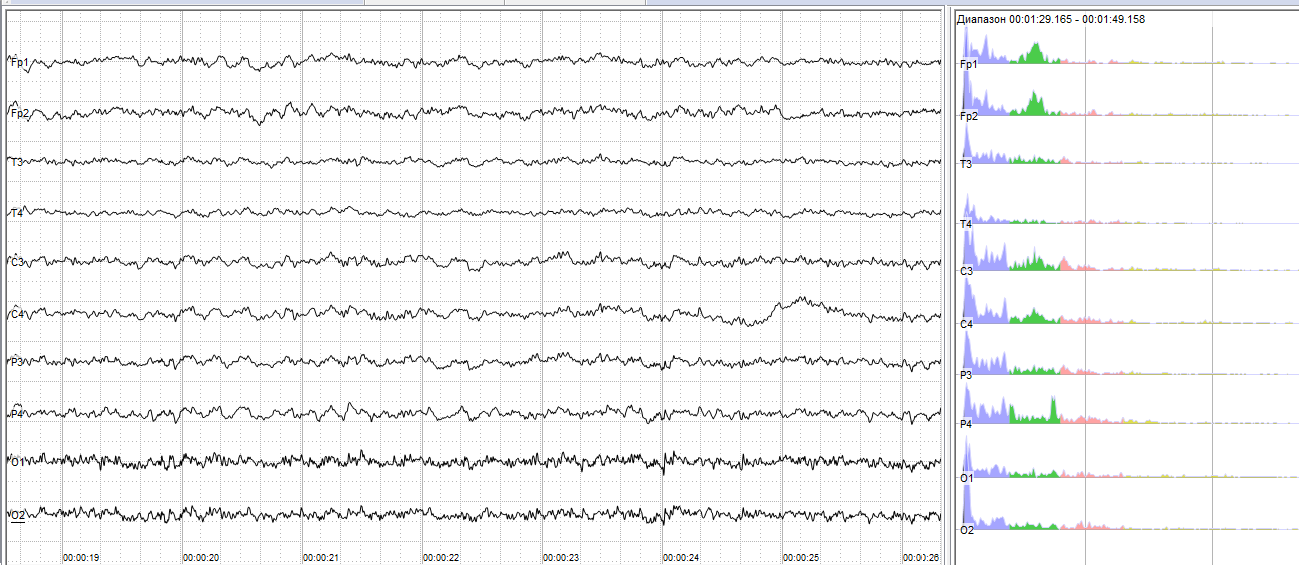
Приклад ЕЕГ здорової людини у стані спокою. Без альфа-ритма.
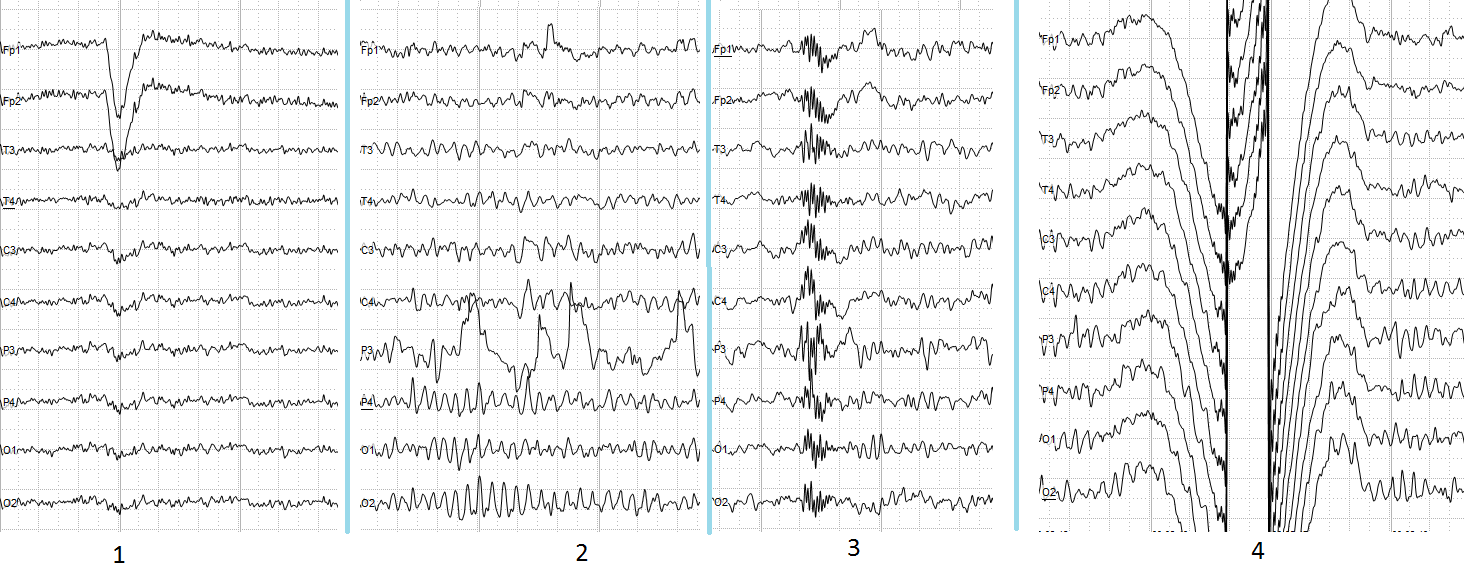
Приклади основних типів електроенцефалографічних артефактів. 1 — Електроокулографічний артефакт. 2 — Електродний артефакт. 3 — Ковтальний артефакт. 4 — Артефакт, пов'язаний з референтним електродом.

Для здорової притомної людини нормальною є наявність альфа-ритму, присутність в ЕЕГ коливань в формі ритму інших діапазонів є ознакою патологічних станів або ж змінених станів свідомості. Для оцінки «кількості» коливань того чи іншого ритму використовують спектральний аналіз.

### Книги
- Чернінський А. О., Крижановський С. А., Зима І. Г. (2011). Електрофізіологія головного мозку людини: методичні рекомендації до практикуму;— Київ: Мартинюк, 2011;— 49 с. ISBN 978-966-96879-7-5
- Libenson, Mark H. (2010). Practical approach to electroencephalography. Philadelphia, PA: Elsevier/Saunders. ISBN 978-1-4557-4594-4
- Mecarelli, Oriano (2019). Clinical electroencephalography. Cham, Switzerland. ISBN 978-3-030-04573-9